# Bozioru
Bozioru là một xã thuộc hạt Buzău, România. Dân số thời điểm năm 2002 là 1284 người.